# Landsverk L-120
De Landsverk L-120 was een lichte tank die door het Zweedse bedrijf Landsverk was ontwikkeld. De tank werd niet door het Zweedse leger in gebruik genomen, maar wel getest. Noorwegen kocht wel één tank, maar zonder toren. Deze tank is tijdens de Duitse inval buitgemaakt door Duitse troepen en daarna gesloopt.

## Geschiedenis
In 1936 had het Zweedse leger plannen om de verouderende Stridsvagn m/21-29 en m/31 tanks te vervangen. Daarom werden verscheidene bezoeken gebracht aan Landsverk en er werd besloten om de L-60 en L-120 tanks te testen. In oktober werden een tank (nr. 110) en een chassis zonder toren (nr. 109) besteld. In april 1937 werd een extra toren besteld. Het chassis werd geleverd in mei en de volledige tank in juli/augustus. Het chassis werd echter in juli teruggekocht door Landsverk. Het leger had toen al besloten om niet de L-120, maar de Tsjecho-Slowaakse AH-IV (Stridsvagn m/37) aan te schaffen.

## Noorwegen

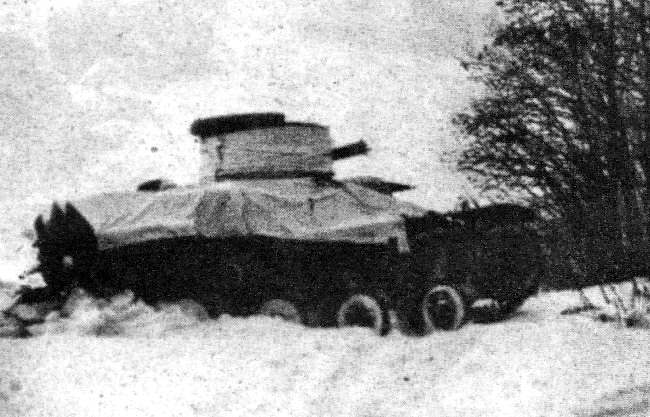
De Noorse tank met de geïmproviseerde toren tijdens winteroefeningen.

In 1936 kreeg Landsverk de order voor de bouw van een romp zonder toren. Het was de bedoeling dat de romp in maart 1937 geleverd zou worden, maar dit liep meerdere vertragingen op. Eenmaal in Noorwegen aangekomen werden er meerdere wijzigingen doorgevoerd, waaronder een geïmproviseerde toren met daarin een Colt m/29 machinegeweer. De L-120 was de eerste Noorse tank en werd samen met drie geïmproviseerde pantservoertuigen ingedeeld in een peloton van de '1e Draken'.
De belangrijkste functie van de tank was als propagandamiddel. De tank kreeg de bijnamen “Kongstanken”, “Norgestanken” en “Rikstanken”, wat respectievelijk staat voor: “Koningstank”, “Noorse tank” en “Hoofdtank”. Tanken was ook een woordspeling, want het kon zowel “de tank” als “de gedachte” betekenen. Het Noorse leger zag de waarde niet in van pantservoertuigen en tanks en dit kwam vooral door de te hoge onderhoudskosten. De tank werd in de buurt van Oslo gestationeerd en is tijdens de Duitse inval niet actief ingezet. In Duitse handen is de tank in 1940 of 1941 gesloopt.

## Ontwerp
Het ontwerp van de L-120 leek veel op een combinatie van het chassis van de L-60 en de romp van de L-100. De indeling was conventioneel met de bestuurder aan de voorzijde, het gevechtscompartiment in het middelste gedeelte en de motor in de achterzijde van de tank. Het totale gewicht van 4,5 ton was relatief laag en doordat de tank werd aangedreven door een Scania-Vabis 6-cilinder benzinemotor met 130 pk behaalde de tank een topsnelheid van 50 km/h.
De bemanning bestond uit twee personen; de bestuurder en de commandant. De commandant was gestationeerd in de toren en moest het kanon ook bedienen. De Noorse variant had een Volvo typ DC met 85 pk bij 2800 toeren per minuut. De brandstoftank had een inhoud van 120 liter.